# Emathis makilingensis
Emathis makilingensis är en spindelart som beskrevs av Barrion, Litsinger 1995. Emathis makilingensis ingår i släktet Emathis och familjen hoppspindlar. Inga underarter finns listade i Catalogue of Life.